# 圣巴泰勒米 (沃州)
圣巴泰勒米（[] 错误：{{Lang-xx}}：拉丁字母轉寫（帮助））是瑞士联邦西部法语区的沃州下设的一个镇。在行政上属于沃州格罗区管辖。圣巴泰勒米的总面积为4.12平方公里。截至2010年底，总人口为751。

## 地理
塔朗河在境内穿过。